# Of Freaks and Men
Of Freaks and Men (Russisch: Про уродов и людей; Pro oerodov i loedej) is een Russische film van regisseur Aleksej Balabanov, die op 20 mei 1998 tijdens het filmfestival van Cannes in première ging.

## Achtergrond
Deze absurdistische film is geheel in sepia opgenomen en speelt zich af in het Rusland van eind 19de, begin 20ste eeuw. Het verhaal draait om twee families en hun ondergang, die te wijten is aan één en dezelfde man; Johann. Zijn pornografische voorstellen en daadwerkelijke acties doen de gezinsleden steeds verder afglijden. Volgens velen is deze film een waar meesterwerk, waarin de morele verloedering van de Russische samenleving als gevolg van het kapitalisme wordt geportretteerd.

## Muziek
De muziek in deze film is afkomstig uit Prokofievs ballet, Romeo en Julia; en Moessorgski's suite Schilderijen van een tentoonstelling.